# Loupian
Loupian település Franciaországban, Hérault megyében. Lakosainak száma 2179 fő (2022. január 1.). Loupian Bouzigues, Mèze, Poussan, Sète és Villeveyrac községekkel határos.

## Népesség
A település népességének változása:
| Lakosok száma | 901  | 1113 | 1289 | 2057 | 2147 | 2161 | 2160 | 2191 | 2206 | 2179 |
|               | 1968 | 1982 | 1990 | 2006 | 2013 | 2015 | 2017 | 2019 | 2020 | 2022 |